# Małgorzata Maciągowa
Małgorzata Łada Maciągowa (ur. 6 sierpnia 1881 w Siedlcach, zm. 12 października 1969 w Krakowie) – polska malarka.

## Życiorys
Córka Bazylego Łady i Marii z Szaniawskich. Po wyjeździe do Krakowa w 1892 roku rozpoczęła naukę na Pensji Wyższej Żeńskiej Łucji Żeleszkiewicz, uczęszczając jednocześnie na lekcje rysunku i malarstwa na Kursach Wyższych dla Kobiet im. A. Baranieckiego. W 1907 r. wyjechała na studia w Académie Julian w Paryżu. Od wczesnej młodości odznaczała się wybitnym talentem malarskim, a jej prace zyskały aprobatę społeczną oraz nagrody i wyróżnienia. Już w gimnazjum otrzymała nagrody za swoje prace na dorocznych wystawach. W Paryżu otrzymała I nagrodę za szkic węglem i wyróżnienie za portret kobiecy. W 1931 za wystawiony w Towarzystwie Zachęty Sztuk Pięknych w Warszawie projekt witrażu „św. Trójca”, „św. Anna” i „św. Władysław” otrzymała brązowy medal, a w 1932 r. srebrny medal za „Autoportret z paletą”. W dwa lata później za projekt witrażu „Zaślubiny Polski z morzem” otrzymała Nagrodę im. Leokadii Łempickiej. Po wojnie swoje prace prezentowała najczęściej na wystawach w Towarzystwie Przyjaciół Sztuk Pięknych w Krakowie. Prace malarki znajdują się w  Muzeum Regionalnym w Siedlcach oraz w Muzeum Narodowym w Krakowie. 
W 1909 roku wyszła za mąż za lekarza Adama Maciąga. W 1918 roku urodziła syna Adama. Mąż i syn Malarki (dr med. płk Adam Maciąg i pchor. Adam Maciąg) w 1940 roku zostali zamordowani przez NKWD w Charkowie w ramach akcji „likwidacji” polskich oficerów – Zbrodni Katyńskiej. Ta tragedia odcisnęła swoje piętno nie tylko na życiu osobistym Małgorzaty Łady Maciągowej – miała również wpływ na charakter twórczości, w której oprócz pogodnych motywów związanych z Krakowem, pojawiły się szkice i studia do dramatycznej kompozycji „Katyń” powstałej w 1967 roku.
10 listopada 1967 roku przekazała zbiór swoich obrazów powstającemu Muzeum Ziemi Podlaskiej, które obecnie nosi nazwę Muzeum Regionalne w Siedlcach. Zmarła w Krakowie i została pochowana na Cmentarzu Rakowickim. 